# منتهكي سيئول
منتهكي سيئول (بالكورية: 강력하진 않지만 매력적인 강력반) هو مسلسل تلفزيوني كوري جنوبي، بطولة كيم دونغ ووك، بارك جي هوان، سيو هيون وو، بارك سي وان، لي سونغ وو. عرض على ديزني+ في 11 سبتمبر إلى 30 أكتوير 2024.

## ملخص القصة
هي دراما كوميدية، تحقيق و جريمة تتبع تحول وحدة جرائم العنف الأدنى مرتبة في البلاد إلى الفريق الأول في البلاد بعد أن يتم توظيف قائد فريق ذو مهارات عالية يدعى دونغبانغ يو-بين (كيم دونغ ووك).

## طاقم

### رئيسي
- كيم دونغ-ووك في دور دونغبانغ يو-بين

القائد الجديد لفريق جرائم العنيفة 2 في مركز شرطة سونغ-وون، والذي يحمل اللقب المخزي لكونه الفريق الأدنى في البلاد من حيث أداء الاعتقالات. إنه ضابط شرطة من النخبة يتمتع بعقل لامع ومظهر جميل، وخلفية أكاديمية ساحقة، لكنه معروف أيضًا بأنماط سلوكه غير المتوقعة وروح الدعابة بالإضافة إلى مهاراته المنطقية الرائعة.
- بارك جي-هوان في دور مو جونغ-ريوك

محقق مخضرم في فريق الجرائم العنيفة 2 في مركز شرطة سونغ وون. وهو عضو سابق في المنتخب الوطني للملاكمة ومحقق حاد اللسان يتمتع بسحر قاتل لا يوصف على الرغم من مظهره الذي يشبه قطاع الطرق.
- سيو هيون وو بدور جيونغ هوان

محقق بفريق الجرائم العنيفة 2. هو عضو سابق في فريق الرماية الوطني كان يحلم بالفوز بالعديد من الألقاب الأولمبية.
- بارك سي-وان في دور سيو مين سيو

محققة بفريق الجرائم العنيفة 2. على الرغم من مظهرها الأنيق، إلا أنها تتمتع بشخصية بسيطة ومتواضعة، ومع لسانها الصادق بلا تردد وذاتها الداخلي القوية، فهي عمليًا رقم واحد في الفريق.
- لي سيونج وو بدور جانغ تان سيك

أصغر عضو في بالفريق 2. إنه شاب محبوب ومليء بالأخطاء التي كثيراً ما يرتكبها، لكنه يعوض ذلك بمهاراته التي لا تشوبها شائبة.

### داعم
- سون اون-سيو في جانغ اون-كيونغ

رئيسة فريق الطب الشرعي في المختبر الوطني لعلوم الطب الشرعي، وهي المسؤول عن معظم مسرح الجريمة. إنها شخصية متعاطفة ومهتمة وكانت في الأصل طبيبة أطفال عادية، ولكن بعد أن رأت مريضتها الصغيرة تصبح دون قصد ضحية لجريمة إساءة معاملة الأطفال، عادت لدراسة الطب الشرعي.

## الانتاج
المسلسل من كتابة لي يونغ-تشول ولي كوانغ-جاي الذان كتبا ثلاثية قناة ام بي سي، الركلة العالية، وركلة عالية من خلال السقف، الركلة العالية: الانتقام من ذو الأرجل القصيرة. وانتاجه من قبل استوديو إس بي إس بتعاون مع بي.أ إنترتينمنت وتشوروكبايم ميديا.
بدأ التصوير في نهاية أكتوبر 2023.

## الإصدار
صدر المسلسل على ديزني+ وصدرت أول أربع حلقات في 11 سبتمبر 2024.

## روابط خارجية
- منتهكي سيئول على موقع IMDb (الإنجليزية)
- منتهكي سيئول على موقع فيلمافينيتي (الإسبانية)
- منتهكي سيئول على هانسينما